# サンティノ・クアランタ
サンティノ・クアランタ（Santino Quaranta 、1984年10月14日 - ）は、アメリカ合衆国・ボルチモア出身の元プロサッカー選手。元サッカーアメリカ合衆国代表。現役時代のポジションはFW。

## クラブ経歴
IMGアカデミー出身。2001年のMLSスーパードラフトで、D.C. ユナイテッドの1位指名を受け入団。このとき僅か16歳と4ヶ月で、フレディー・アドゥーに更新されるまではMLS最年少記録だった。
2006年8月、ロサンゼルス・ギャラクシーに移籍。
2007年6月、ニューヨーク・レッドブルズに移籍。
2008年6月、古巣D.C. ユナイテッドに復帰。2011年シーズン終了を以て現役を引退した。

## 代表歴
2003年11月、U-20代表の一員としてUAEで開催された2003 FIFAワールドユース選手権に参加した。
2005 CONCACAFゴールドカップのキューバ戦でフル代表デビュー。決勝のパナマ戦ではPKを成功させ、3回目の優勝に貢献した。
2009 CONCACAFゴールドカップではホンジュラス戦でゴールを挙げた。

### ゴール
| #  | 開催日       | 開催地         | 対戦国       | スコア | 結果 | 試合概要                    |
| -- | ------------ | -------------- | ------------ | ------ | ---- | --------------------------- |
| 1. | 2009年7月8日 | ワシントンD.C. | ホンジュラス | 1–0    | 2–0  | 2009 CONCACAFゴールドカップ |

## 指導者経歴
2014年2月19日、USLプレミアデベロップメントリーグ（4部相当）に所属するボルチモア・ボヘミアンズの監督に就任した。

## 所属クラブ

### 選手
ユース
- IMGアカデミー 2000-2001

プロ
- D.C. ユナイテッド 2001-2006
- ロサンゼルス・ギャラクシー 2006-2007
- ニューヨーク・レッドブルズ 2007
- D.C. ユナイテッド 2008-2011

### 監督
- ボルチモア・ボヘミアンズ 2014-2016

## タイトル
アメリカ合衆国代表
- CONCACAFゴールドカップ: 2005

D.C. ユナイテッド
- MLSカップ: 2004
- USオープンカップ: 2008